# Finale della Coppa UEFA 2007-2008
La finale della 37ª edizione della Coppa UEFA si è disputata il 14 maggio 2008 al City of Manchester Stadium di Manchester, tra i russi dello Zenit San Pietroburgo e gli scozzesi del Rangers.
L'incontro, arbitrato dallo svedese Peter Fröjdfeldt, ha visto la vittoria dei russi che si sono imposti per 2-0 sugli scozzesi conquistando il trofeo per la prima volta in assoluto. Lo Zenit San Pietroburgo ha così ottenuto il diritto di affrontare i vincitori della UEFA Champions League 2007-2008, gli inglesi del Manchester Utd, nella Supercoppa UEFA 2008.

## Le squadre
| Squadre               | Partecipazioni precedenti |
| --------------------- | ------------------------- |
| Zenit San Pietroburgo | Nessuna                   |
| Rangers               | Nessuna                   |

## Il cammino verso la finale
Lo Zenit San Pietroburgo di Dick Advocaat esordisce nei preliminari dapprima contro gli slovacchi dello Zlaté Moravce, poi contro i belgi dello Standard Liegi, che vengono rispettivamente eliminati con un risultato complessivo di 5-0 e 4-1 tra andata e ritorno. I russi vengono poi inseriti nel Gruppo A insieme agli inglesi dell'Everton, ai tedeschi del Norimberga, agli olandesi dell'AZ Alkmaar e ai greci dell'AE Larissa, classificandosi al terzo posto del girone, alle spalle di Everton e Norimberga, con 5 punti conquistati frutto di una vittoria, due pari e una sconfitta. Nei sedicesimi l'urna di Montecarlo sorteggia gli spagnoli del Villarreal, che vengono superati grazie alla regola dei gol in trasferta dopo l'iniziale vittoria per 1-0 al Petrovskij (rete di Pogrebnjak) e la successiva sconfitta per 2-1 al Madrigal. Agli ottavi di finale i francesi dell'Olympique Marsiglia, dopo aver vinto con un netto 3-1 al Vélodrome, vengono battuti 2-0 a San Pietroburgo grazie alla doppietta di Pogrebnjak. Ai quarti i tedeschi del Bayer Leverkusen vengono sconfitti con un risultato complessivo di 4-1 tra andata e ritorno. In semifinale i tedeschi del Bayern Monaco, dopo aver pareggiato 1-1 in Germania, vengono travolti con un clamoroso 4-0 in Russia grazie ai gol di Pogrebnjak (doppietta), Zyrjanov e Fajzulin. Per la squadra di Advocaat si tratta della prima finale in questa competizione, nonché della prima in assoluto a livello continentale.
I Rangers di Walter Smith, provenienti dalla fase a gironi della UEFA Champions League, esordiscono nei sedicesimi contro i greci del Panathīnaïkos, che vengono eliminati grazie alla regola dei gol in trasferta dopo il pari a reti inviolate di Glasgow e quello successivo per 1-1 di Atene. Agli ottavi di finale i tedeschi del Werder Brema vengono battuti con un risultato complessivo di 2-1 tra andata e ritorno. Ai quarti i portoghesi dello Sporting Lisbona, dopo aver pareggiato 0-0 all'Ibrox Stadium, vengono superati 2-0 all'Alvalade con reti di Darcheville e Whittaker. In semifinale gli italiani della Fiorentina vengono sconfitti per 4-2 ai calci di rigore grazie alla decisiva realizzazione di Novo, dopo che entrambi i match si erano conclusi a reti bianche. Per gli scozzesi si tratta della prima finale in questa competizione e della quarta in assoluto a livello europeo.

### Tabella riassuntiva del percorso
Note: In ogni risultato sottostante, il punteggio della finalista è menzionato per primo. (C: Casa; T: Trasferta)
| Squadra               | Pt | G |
| --------------------- | -- | - |
| Everton               | 12 | 4 |
| Norimberga            | 7  | 4 |
| Zenit San Pietroburgo | 5  | 4 |
| AZ Alkmaar            | 4  | 4 |
| Larissa               | 0  | 4 |

| Squadra         | Pt | G |
| --------------- | -- | - |
| Barcellona      | 14 | 6 |
| Olympique Lione | 10 | 6 |
| Rangers         | 7  | 6 |
| Stoccarda       | 3  | 6 |

## La partita
Zenit San Pietroburgo e Rangers si incontrano al City of Manchester Stadium di Manchester in una finale inedita, difatti entrambe le squadre sono al loro primo atto conclusivo della Coppa UEFA (per lo Zenit è la prima finale europea in assoluto, mentre per i Rangers è la quarta totale). Con Pogrebnjak squalificato causa somma d'ammonizioni durante le semifinali e quindi rimpiazzato dal turco Fatih Tekke, lo Zenit si rende comunque subito pericoloso con un tiro di sinistro da parte di Andrei Arshavin che termina di poco a lato della porta degli scozzesi. Dopodiché la prima frazione di gara si rivela essere abbastanza statica ed equilibrata, con il solo Zenit a concludere di nuovo a rete grazie al potente destro da fuori area di Aleksandr Anyukov, parato da Neil Alexander; perciò si va a riposo sullo 0-0. Nel secondo tempo i Rangers vanno vicini al gol; Steven Davis innesca Jean-Claude Darcheville, ma il tiro del francese viene ben respinto dal portiere russo Vyacheslav Malafeev, che è anche attento a neutralizzare la ribattuta a rete del capitano scozzese Barry Ferguson. Al 72' i russi passano in vantaggio grazie all'incursione del centrocampista Igor Denisov, che sfrutta nel migliore dei modi un ottimo passaggio filtrante di Arshavin bucando Alexander da posizione ravvicinata. Pochi minuti più tardi lo Zenit ha la possibilità di chiudere la partita con Arshavin che pesca in area Konstantin Zyryanov, ma il russo spara alto; mentre gli scozzesi possono riaprirla, ma anche in questo caso Nacho Novo (subentrato a Saša Papac) non centra la porta di Malafeev. Allo scadere del recupero i russi trovano il 2-0, al termine di una grande triangolazione tra Arshavin-Tekke-Zyryanov con quest'ultimo che insacca da sotto porta portando la compagine russa alla vittoria della prima Coppa UEFA della sua storia, nonché suo primo titolo a livello europeo.

## Tabellino
| Arbitro: | Peter Fröjdfeldt |

| |              | |
| Denisov 72’ Zyrjanov 90+4’ | Marcatori    | |
| · 90+2’ Malafeev · Anjukov · Križanac · Širokov · Šírl · Tymoščuk · Zyrjanov · 72’ Denisov · 90+3’ Fajzulin · Aršavin · Tekke | Formazioni   | · Alexander · Broadfoot 90+4’ · Weir · Cuéllar · Papac 77’ · Hemdani 80’ · Whittaker 86’ · Ferguson · Thomson · Davis · Darcheville |
| · 90+3’ Kim Dong-jin | Sostituzioni | · Boyd 86’ · Novo 77’ · McCulloch 80’                                                                                               |
| Dick Advocaat | Allenatori   | Walter Smith |

Uomo partita
 Andrej Aršavin
Assistenti arbitrali
 Henrik Andren
 Stefan Wittberg
Quarto ufficiale
- Martin Ingvarsson

## Atti di violenza
L'evento è stato alterato dalle rivolte dei tifosi dei Rangers nel centro di Manchester; questi scontri sono iniziati dopo che un grande schermo, che doveva mostrare la partita, non ha correttamente funzionato. Anche un fan dello Zenit è stato attaccato e pugnalato, anche se in seguito è stato accertato che i tifosi dei Rangers non ne erano responsabili. Nel settembre 2010 undici persone sono state condannate per il disordine con pene detentive che variano dai sei mesi ai tre anni e mezzo.